# Kvalifikace na Mistrovství světa ve fotbale 2014 (CAF)
Kvalifikace na Mistrovství světa ve fotbale 2014 zóny CAF určila 5 účastníků závěrečného turnaje.
Africká kvalifikace začala v listopadu 2011 předkolem, kterého se účastnilo nejhorších 24 afrických týmů podle žebříčku FIFA z července 2011. Ve skupinové fázi se dvanáctka vítězů předkola přidala k 28 přímo nasazeným celkům. Všech 40 týmů bylo rozlosováno do deseti skupin po čtyřech. Deset vítězů skupin se následně střetla v baráži o 5 místenek na závěrečném turnaji.

## Nasazení
V závorkách je umístění v červencovém (2011) žebříčku FIFA.
| Nasazeni do první fáze (Umístěni 1. až 28.) | Účastníci předkola (Umístěni 29. až 52.) |
| --- | --- |
| 1. Pobřeží slonoviny (14) 2. Egypt (34) 3. Ghana (36) 4. Burkina Faso (39) 5. Nigérie (43) 6. Senegal (46) 7. Jihoafrická republika (49) 8. Kamerun (50) 9. Alžírsko (52) 10. Tunisko (55) 11. Gabon (60) 12. Libye (63) 13. Maroko (63) 14. Guinea (68) 15. Botswana (71) 16. Malawi (72) 17. Zambie (74) 18. Uganda (76) 19. Mali (77) 20. Kapverdy (82) 21. Benin (86) 22. Zimbabwe (86) 23. Středoafrická republika (89) 24. Sierra Leone (93) 25. Súdán (97) 26. Niger (98) 27. Angola (100) 28. Gambie (100) | 1. Mosambik (103) 2. DR Kongo (123) 3. Togo (123) 4. Libérie (125) 5. Tanzanie (127) 6. Konžská republika (129) 7. Keňa (130) 8. Rwanda (134) 9. Etiopie (139) 10. Namibie (140) 11. Burundi (143) 12. Madagaskar (149) 13. Guinea-Bissau (151) 14. Rovníková Guinea (155) 15. Čad (158) 16. Svazijsko (169) 17. Komory (175) 18. Lesotho (184) 19. Eritrea (188) 20. Somálsko (191) 21. Džibutsko (194) 22. Mauricius (195) 23. Seychely (199) 24. Svatý Tomáš a Princův ostrov (neumístěn) |

- Mauritánie se rozhodla nepodat přihlášku k účasti v této kvalifikaci.

## Předkolo
V předkole se 24 nejníže nasazených týmů utkalo v listopadu 2011 o postup do první fáze.

### Nasazení
Los se uskutečnil 30. července 2011 v Riu de Janeiro. Proti každému týmu z koše A byl nalosován tým z koše B.
| Koš A                                                     | Koš A                                          | Koš B                                                       | Koš B                                                                      |
| --------------------------------------------------------- | ---------------------------------------------- | ----------------------------------------------------------- | -------------------------------------------------------------------------- |
| Mosambik DR Kongo Togo Libérie Tanzanie Konžská republika | Keňa Rwanda Etiopie Namibie Burundi Madagaskar | Guinea-Bissau Rovníková Guinea Čad Svazijsko Komory Lesotho | Eritrea Somálsko Džibutsko Mauricius Seychely Svatý Tomáš a Princův ostrov |

### Zápasy
Úvodní zápasy se hrály 11. listopadu a odvety 15. listopadu 2011.
| Domácí v 1. zápase           | Celkem  | Hosté v 1. zápase | 1. zápas | 2. zápas |
| ---------------------------- | ------- | ----------------- | -------- | -------- |
| Seychely                     | 0–7     | Keňa              | 0–3      | 0–4      |
| Guinea-Bissau                | 1–2     | Togo              | 1–1      | 0–1      |
| Džibutsko                    | 0–8     | Namibie           | 0–4      | 0–4      |
| Mauricius                    | kont.   | Libérie           | —        | —        |
| Komory                       | 1–5     | Mosambik          | 0–1      | 1–4      |
| Rovníková Guinea             | 3–2     | Madagaskar        | 2–0      | 1–2      |
| Somálsko                     | 0–5     | Etiopie           | 0–0      | 0–5      |
| Lesotho                      | 2–2 (v) | Burundi           | 1–0      | 1–2      |
| Eritrea                      | 2–4     | Rwanda            | 1–1      | 1–3      |
| Svazijsko                    | 2–8     | DR Kongo          | 1–3      | 1–5      |
| Svatý Tomáš a Princův ostrov | 1–6     | Konžská republika | 0–5      | 1–1      |
| Čad                          | 2–2 (v) | Tanzanie          | 1–2      | 1–0      |

- Poznámka: Mauricius se dne 31. října 2011 vzdal účasti. Libérie bez boje postoupila do první fáze.

## První fáze
Dvanáctka postupujících z předkola a 28 přímo nasazených byla rozlosována do 10 skupin po čtyřech týmech. V nich se utkal každý s každým dvoukolově doma a venku. Vítězové skupin postoupili do baráže.

### Nasazení
Los se uskutečnil 30. července 2011 v Riu de Janeiro.
| Koš 1 | Koš 2                                                                 | Koš 3                                                                                     | Koš 4 |
| --- | --------------------------------------------------------------------- | ----------------------------------------------------------------------------------------- | --- |
| Pobřeží slonoviny Egypt Ghana Burkina Faso Nigérie Senegal Jihoafrická republika Kamerun Alžírsko Tunisko | Gabon Libye Maroko Guinea Botswana Malawi Zambie Uganda Mali Kapverdy | Benin Zimbabwe Středoafrická republika Sierra Leone Súdán Niger Gambie Angola Keňa† Togo† | Namibie† Libérie† Mosambik† Rovníková Guinea† Etiopie† Lesotho† Rwanda† DR Kongo† Konžská republika† Tanzanie† |

† Vítězové předkola, jejichž identita nebyla v době losu známa.

### Skupiny
Zápasy byly hrány od června 2012 do září 2013.

#### Skupina A
| Tým                     | Z | V | R | P | VG | IG | +/- | B  |
| ----------------------- | - | - | - | - | -- | -- | --- | -- |
| Etiopie                 | 6 | 4 | 1 | 1 | 8  | 6  | +2  | 13 |
| Jihoafrická republika   | 6 | 3 | 2 | 1 | 12 | 5  | +7  | 11 |
| Botswana                | 6 | 2 | 1 | 3 | 8  | 10 | -2  | 7  |
| Středoafrická republika | 6 | 1 | 0 | 5 | 5  | 12 | -7  | 3  |

#### Skupina B
| Tým              | Z | V | R | P | VG | IG | +/- | B  |
| ---------------- | - | - | - | - | -- | -- | --- | -- |
| Tunisko          | 6 | 4 | 2 | 0 | 13 | 6  | +7  | 14 |
| Kapverdy         | 6 | 3 | 0 | 3 | 9  | 7  | +2  | 9  |
| Sierra Leone     | 6 | 2 | 2 | 2 | 10 | 10 | 0   | 8  |
| Rovníková Guinea | 6 | 0 | 2 | 4 | 6  | 15 | -9  | 2  |

#### Skupina C
| Tým               | Z | V | R | P | VG | IG | +/- | B  |
| ----------------- | - | - | - | - | -- | -- | --- | -- |
| Pobřeží slonoviny | 6 | 4 | 2 | 0 | 15 | 5  | +10 | 14 |
| Maroko            | 6 | 2 | 3 | 1 | 9  | 8  | +1  | 9  |
| Tanzanie          | 6 | 2 | 0 | 4 | 8  | 12 | -4  | 6  |
| Gambie            | 6 | 1 | 1 | 4 | 4  | 11 | -7  | 4  |

#### Skupina D
| Tým     | Z | V | R | P | VG | IG | +/- | B  |
| ------- | - | - | - | - | -- | -- | --- | -- |
| Ghana   | 6 | 5 | 0 | 1 | 18 | 3  | +15 | 15 |
| Zambie  | 6 | 3 | 2 | 1 | 11 | 4  | +7  | 11 |
| Lesotho | 6 | 1 | 2 | 3 | 4  | 16 | -12 | 5  |
| Súdán   | 6 | 0 | 2 | 4 | 4  | 14 | -10 | 2  |

#### Skupina E
| Tým               | Z | V | R | P | VG | IG | +/- | B  |
| ----------------- | - | - | - | - | -- | -- | --- | -- |
| Burkina Faso      | 6 | 4 | 0 | 2 | 7  | 4  | +3  | 12 |
| Konžská republika | 6 | 3 | 2 | 1 | 7  | 3  | +4  | 11 |
| Gabon             | 6 | 2 | 1 | 3 | 5  | 6  | -1  | 7  |
| Niger             | 6 | 1 | 1 | 4 | 6  | 12 | -6  | 4  |

#### Skupina F
| Tým     | Z | V | R | P | VG | IG | +/- | B  |
| ------- | - | - | - | - | -- | -- | --- | -- |
| Nigérie | 6 | 3 | 3 | 0 | 7  | 3  | +4  | 12 |
| Malawi  | 6 | 1 | 4 | 1 | 4  | 5  | -1  | 7  |
| Keňa    | 6 | 1 | 3 | 2 | 4  | 5  | -1  | 6  |
| Namibie | 6 | 1 | 2 | 3 | 2  | 4  | -2  | 5  |

#### Skupina G
| Tým      | Z | V | R | P | VG | IG | +/- | B  |
| -------- | - | - | - | - | -- | -- | --- | -- |
| Egypt    | 6 | 6 | 0 | 0 | 16 | 7  | +9  | 18 |
| Guinea   | 6 | 3 | 1 | 2 | 12 | 8  | +4  | 10 |
| Mosambik | 6 | 0 | 3 | 3 | 2  | 10 | -8  | 3  |
| Zimbabwe | 6 | 0 | 2 | 4 | 4  | 9  | -5  | 2  |

#### Skupina H
| Tým      | Z | V | R | P | VG | IG | +/- | B  |
| -------- | - | - | - | - | -- | -- | --- | -- |
| Alžírsko | 6 | 5 | 0 | 1 | 13 | 4  | +9  | 15 |
| Mali     | 6 | 2 | 2 | 2 | 7  | 7  | 0   | 8  |
| Benin    | 6 | 2 | 2 | 2 | 8  | 9  | -1  | 8  |
| Rwanda   | 6 | 0 | 2 | 4 | 3  | 11 | -8  | 2  |

#### Skupina I
| Tým      | Z | V | R | P | VG | IG | +/- | B  |
| -------- | - | - | - | - | -- | -- | --- | -- |
| Kamerun  | 6 | 4 | 1 | 1 | 8  | 3  | +5  | 13 |
| Libye    | 6 | 2 | 3 | 1 | 5  | 3  | +2  | 9  |
| DR Kongo | 6 | 1 | 3 | 2 | 3  | 3  | 0   | 6  |
| Togo     | 6 | 1 | 1 | 4 | 4  | 11 | -7  | 4  |

#### Skupina J
| Tým     | Z | V | R | P | VG | IG | +/- | B  |
| ------- | - | - | - | - | -- | -- | --- | -- |
| Senegal | 6 | 3 | 3 | 0 | 9  | 4  | +5  | 12 |
| Uganda  | 6 | 2 | 2 | 2 | 5  | 6  | -1  | 8  |
| Angola  | 6 | 1 | 4 | 1 | 8  | 6  | +2  | 7  |
| Libérie | 6 | 1 | 1 | 4 | 4  | 10 | -6  | 4  |

## Baráž
Desítka vítězů skupin z první fáze byla rozlosována do dvojic, ve kterých se utkali v říjnu a listopadu 2013 systémem doma a venku. Pětice vítězů následně postoupila na MS 2014.

### Nasazení
Los baráže se uskutečnil 16. září 2013 v Káhiře. K nasazení týmů byl použit žebříček FIFA ze září 2013.
| Koš 1                                                                     | Koš 2                                                               |
| ------------------------------------------------------------------------- | ------------------------------------------------------------------- |
| Pobřeží slonoviny (19) Ghana (24) Alžírsko (28) Nigérie (36) Tunisko (46) | Egypt (50) Burkina Faso (51) Kamerun (61) Senegal (66) Etiopie (93) |

Pozn. V závorkách je umístění daného týmu v žebříčku FIFA ze září 2013.

### Zápasy
| Domácí v 1. zápase | Celkem  | Hosté v 1. zápase | 1. zápas | 2. zápas |
| ------------------ | ------- | ----------------- | -------- | -------- |
| Pobřeží slonoviny  | 4:2     | Senegal           | 3:1      | 1:1      |
| Etiopie            | 1:4     | Nigérie           | 1:2      | 0:2      |
| Tunisko            | 1:4     | Kamerun           | 0:0      | 1:4      |
| Ghana              | 7:3     | Egypt             | 6:1      | 1:2      |
| Burkina Faso       | 3:3 (v) | Alžírsko          | 3:2      | 0:1      |

Týmy  Pobřeží slonoviny,  Nigérie,  Kamerun,  Ghana a  Alžírsko postoupily na Mistrovství světa ve fotbale 2014.

## Statistika
Údaje platné pouze k zóně CAF v tomto kvalifikačním cyklu (včetně baráže):
Nejlepší střelec Asamoah Gyan (6 gólů)
Mužstvo s nejvíce nastřílenými brankami Ghana (25 gólů, skóre 25:6, průměr 3,1 vstřelených gólů na zápas, 8 odehraných zápasů, 6 výher, 0 remíz, 2 prohry)